# Monotimbre y multitimbre

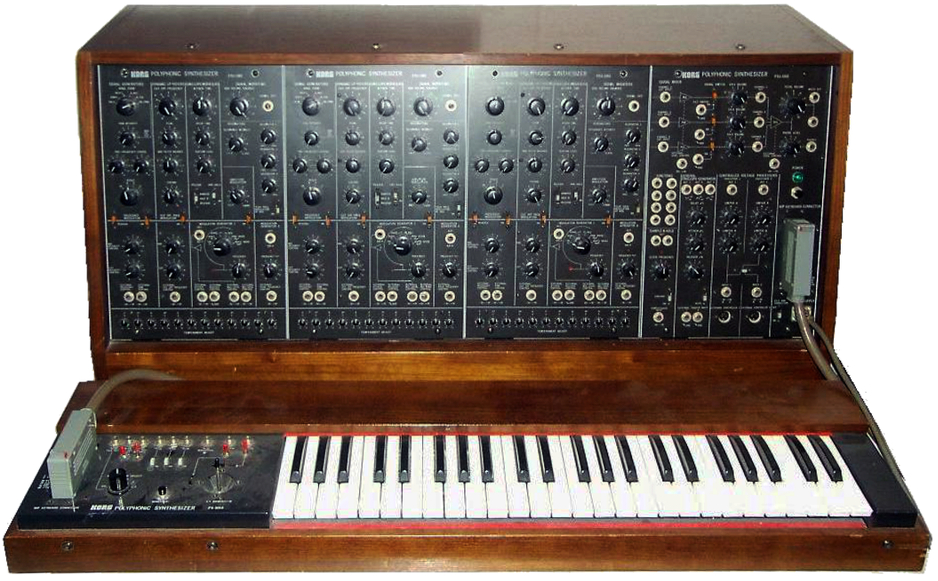
Korg PS-3300, lanzado en 1977, primer sinte multitimbre.

En música, monotimbre y multitimbre se refiere a la cantidad de instrumentos que componen una única señal de audio. Este concepto se usa especialmente en referencia a los sintetizadores electrónicos, los cuales producen una señal monotímbrica cuando solamente producen un único timbre o envolvente espectral, o bien una señal multitímbrica si permite producir dos o más timbres simultáneos.
Esta distinción no se debe confundir con monofónico y polifónico, que hace referencia a la tonalidad. Es decir, cuando se emite una sola nota (presionando una tecla) o varias notas (varias teclas); por lo que una señal de audio puede ser monotimbre y monofónica (un solo instrumento, una sola nota), monotimbre y polifónica (un instrumento, varias notas, p. ej. un acorde), multitimbre monofónico (varios instrumentos tocando una sola nota) o multitimbre polifónica (varios instrumentos y varias notas).
Una analogía podría ser la orquesta; el violín por sí solo es forzosamente monotímbrico, sin embargo, la orquestra completa es multitímbrica. Gracias a los sintetizadores multitímbricos, se pueden usar diferentes programas en diferentes canales MIDI a la vez.

## Historia
Aunque algunos instrumentos analógicos pueden presentarse como «precedentes» multitimbres (como el órgano de tubos), realmente el primer instrumento plenamente multitímbrico es el sintetizador analógico.
Los primeros sintetizadores, como el famoso Minimoog (1970), o el Roland Jupiter 4 (1978) o el Casio SK-1 (1985) eran monotímbricos. El primer sintetizador multitímbrico sería el Korg PS-3300 (1977). Sin embargo, los sintetizadores con capacidad multitímbrica no se extenderían hasta mucho tiempo más tarde, ya que era una característica muy cara; en la actualidad, son la norma.